# 與你.....
『與你･････』是日本創作歌手・川嶋愛在2007年5月30日發售的第13張單曲。

## 概要
距前作『compass』約兩個月之後發售的單曲。
推出了通常盤和初回限定盤兩個版本。初回限定盤附上了收錄有「與你･････」的PV的特典DVD。PV導演為横山秀徳。

## 收錄曲
- 全作詞・作曲：川嶋愛

### 通常盤
1. 與你･････
編曲：小澤純
這首歌對川嶋愛來說是第一個成了連續劇主題曲的作品[3]。
2. Shining of life
編曲：spam_life
豐田名古屋自動車大學校的印象歌曲
其中的相關人士被分配到了只收錄這首歌的CD
3. 蕾（つぼみ）
編曲：末廣健一郎

### 初回限定盤DVD
1. 與你･････（Video Clip）